# Japan FM
Japan FM, était une webradio française, créée le 1er janvier 2010 et fermée en 2019. Il s'agissait de la première webradio française centrée sur la musique japonaise.

## Historique

### Association Aisuki et AZN radio
Fondée le 18 octobre 2008, l’association Aisuki avait alors pour objet de promouvoir la musique japonaise en France via une webradio. La programmation, intégralement musicale, est alors entrecoupée chaque dimanche par le « Ai Show », émission traitant de plusieurs thèmes autour de la culture populaire japonaise.
la webradio de l'association Aisuki laissera alors place au projet AZN Radio le 13 avril 2009, et ajoute à son catalogue de diffusion la musique coréenne et chinoise. Le planning hebdomadaire s’étoffe alors de multiples émissions, plus ciblées, sur la lignée d’In Da Studio, première émission francophone diffusé sur une webradio commentant le cinéma asiatique.
Afin de s’adapter aux demandes de ses auditeurs et de répondre favorablement à de nouvelles demandes de partenariats publicitaires, l’association Aisuki disparaît pour permettre à la webradio de devenir une société .
Le 1er janvier 2010 AZN Radio devient Japan FM.

### Japan FM
Le 27 janvier, Japan FM officialise son nouveau statut en animant un show live au manga café de Marseille et en proposant un nouveau site web.
Dans le même temps elle annonce ses premiers nouveaux partenaires :
L’artiste AMWE, la chaîne TV de l’anime GONG, le magazine Made in Japan et le Mang-Azur, festival de la culture japonaise. L’émission en direct est alors l’occasion de donner une nouvelle direction à la webradio, qui centralise de nouveau sa programmation sur la musique japonaise, tout en conservant un faible pourcentage de musique coréenne.
Un nouveau slogan fait son apparition — « plus que du son, de la j-music ».
Le 16 mars, Japan FM inaugure les soirées à la demande. Les auditeurs peuvent alors, en fonction du catalogue musical, choisir leurs morceaux préférés, ceux-ci étant diffusés le soir même, (dans une limite d’une trentaine de titres).
Le 19 mars, Japan FM organise une soirée commémorative en l’honneur de Nujabes, artiste, producteur et compositeur japonais, décédé le 26 février 2010 d’un accident de voiture survenu sur l’autoroute Shuto traversant le centre de Tôkyô.
Le lendemain, l’équipe anime une soirée spéciale J-POP en organisant un concours en partenariat avec le festival Lovin' Japan.Les auditeurs peuvent discuter avec les animateurs en direct via l'utilisation d'un « chat », afin de demander des dédicaces à l'antenne..
Pendant deux semaines, Japan FM lancera plusieurs séries d’interviews jusqu’au Mang'azur du 10 et 11 avril, où la webradio animera certaines activités en direct pendant deux jours, proposant notamment des commentaires du show cosplay.
Le 13 avril, Japan FM lance un grand concours où les fans peuvent enregistrer des spots radio pour le concert de VAMPS à Paris, le 16 octobre 2010, qui seront diffusés lors de la soirée consacrée au groupe, le 15 mai.
En mai 2010, la webradio organise une soirée spéciale en l’anniversaire de la mort de Hide, ancien guitariste du groupe X-Japan.
Fin août 2010, la webradio entre alors en semaine de maintenance pour préparer l’installation du nouveau site Internet.
Le 13 septembre 2010; arrive alors le nouveau site de Japan FM, aux nouvelles fonctionnalités nombreuses, davantage tournées vers l’interaction entre la plate-forme web et les auditeurs. Entre autres, ceux-ci peuvent par exemple désormais dédicacer des titres, voter pour leurs morceaux préférés, s’informer sur les artistes diffusés, profiter de l’exportation du lecteur ou encore acheter en direct la musique diffusée. Pour l’occasion, Japan FM s’est centralisée exclusivement sur la musique japonaise, abandonnant dès lors le faible pourcentage de musique coréenne.
Le même jour, la webradio débarque sur iPhone et iPod Touch.
Dès début octobre, Japan FM devient partenaire des évènements Japan Anime Live France, Tokyo Decadence Halloween, et du nouveau label J-music d'Ankama : Bishi Bishi.
Le 7 novembre 2010, Japan FM bascule sur le réseau de webradios Radionomy. Au bout d'un mois d'activité sur ce réseau, Japan FM se classe 19e sur les deux cents radios populaires de Radionomy, avec plus de 150 000 auditeurs mensuels.

### Hotmixmédias et portabilité.
En septembre 2011, Japan FM était diffusée sur le bouquet Hotmixradio. De ce fait, Japan FM était disponible sur iPhone, iPad, iPod Touch, Blackberry, Nokia, Windows Phone et Android à travers l'application Hotmixradio.
Elle devient la première radio sur le thème du Japon à intégrer et se faire diffuser à ce titre sur une société française de radio streaming.

### Nom de la radio
Initialement issu des projets Aisuki et AZN Radio, le nom final Japan FM a été adopté en février 2010. Bien que l’on retrouve le terme « FM » dans Japan FM, l’objectif premier de la webradio est avant tout de se développer comme une radio en ligne. « Nous souhaitons avant tout toucher des internautes, l'air du numérique c'est l'avenir ! Mais le sigle « FM » permet au public de nous identifier plus facilement. On s'est adapté à la perception de l'auditeur et leur demande. »

## Rachat de la radio
Le 2 avril 2013, Japan FM fait un communiqué de presse, annonçant la fermeture de la radio et que cette dernière était à vendre. C'est le 5 septembre de la même année, que Japan FM se fait racheter par la société IGAM Entertainment.
Japan FM annonce sa réouverture pour le 18 octobre 2013, avec un nouveau slogan : « Toute la J-music, une seule web radio », et annonce sa nouvelle grille de programmes pour le mois de janvier 2014.

### 2014
Japan FM a soufflé ses un an de reprise le 18 octobre 2014. À cette occasion, une soirée spéciale a eu lieu où de nombreuses annonces ont été faites :
- fusion de Japan FM avec un partenaire ;
- nouveau site internet ;
- nouvelles émissions ;
- nouveaux présentateurs / présentatrices ;
- création d'un TOP 5 des musiques, et des OST ;
- Japan FM s'équipe de caméra HD en décembre pour proposer des émissions en direct avec vidéo ;
- ouverture d'un Forum ;
- nouveau matériel audio.

Et surtout, Shoko Nakagawa est depuis le 18 octobre 2014 la marraine officielle de Japan FM, et cela pendant une année.

### Année 2015
En début d'année, la web radio Japan FM s'équipe en caméra HD afin de proposer des émissions aussi bien sonore mais aussi avec de la vidéo. Pour cela, Japan FM devient partenaire de Dailymotion.
Japan FM annonce en avril, à travers une émission, qu'elle se lançait dans une nouvelle activité, celle de Tour Manager. Lors de cette annonce, l'équipe officialise cette tournée par un concert avec le groupe Fear, and Loathing in Las Vegas, qui viendra pour la première fois en France le 17 octobre au Divan du Monde.
En juillet, Japan FM propose un tout nouveau site internet avec du contenu, aussi bien des articles, des podcasts, des vidéos (de leurs émissions, de clips d'artistes). Mais surtout, grâce à ce nouveau site internet, Japan FM ouvre trois nouvelles radios à thème : Visual Kei ; OST (anime et jeux vidéo) ; Idol.

### Année 2019
Le 16 septembre 2019 est annoncée sur la page Facebook officielle la fermeture du site internet et de la radio Japan FM.

## Historique des logos

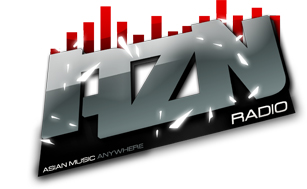
Logo de la webradio AZN Radio du 13 avril 2009 au 1er janvier 2010.
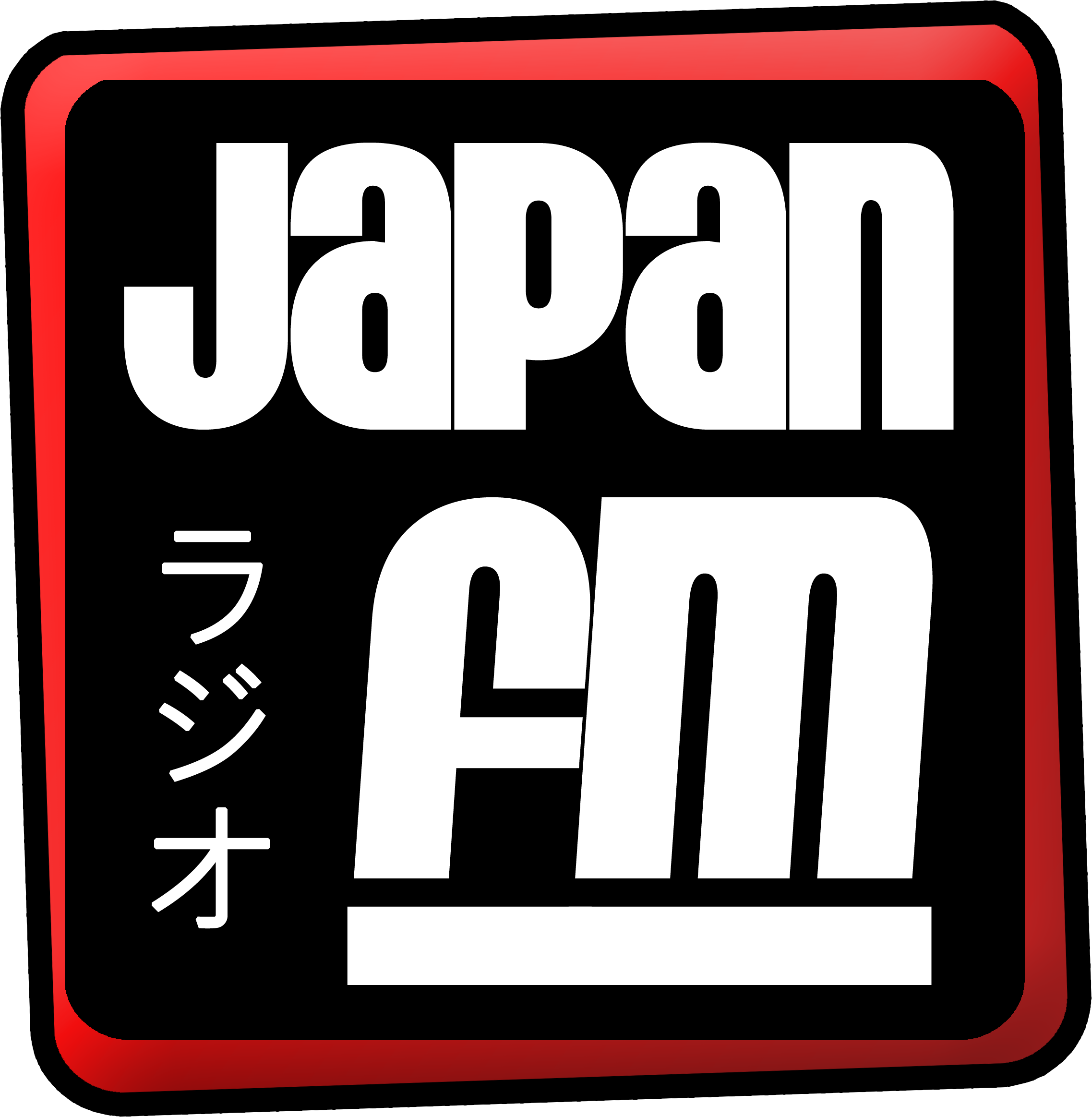
Logo de Japan FM depuis le 1er janvier 2010.
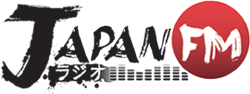
Logo de Japan FM depuis le 1er janvier 2014.